# Росс Тонґ
Росс Тонґ (англ. Ross Tong, 21 квітня 1961) — новозеландський академічний веслувальник.
Бронзовий призер Олімпійських Ігор 1984 року в складі розпашної четвірки зі стерновим.